# 勒內·吉拉爾 (足球員)
勒內·吉拉爾（1954年4月4日—）出生於法國沃韋爾，是法國足球領隊和前球員。

## 球員生涯
吉拉爾為法國隊出場七次，射入一球，並且是在1982年世界盃上獲得殿軍的球隊成員。 在球會方面，在為波爾多效力期間，吉拉爾在1983–84、1984–85和1986–87年贏得了三個法甲聯賽冠軍，並在 1986年和1987年擊敗馬賽贏得兩次法國盃冠軍

## 領隊生涯
吉拉爾曾以領隊身份帶領尼姆、斯特拉斯堡、波城足球會和多支法國青年隊。他從2004年到2008年執教法國U21國家隊。
2009年6月3日，他接替羅蘭德·庫比斯成為蒙彼利埃的新任領隊。在2011-12賽季，蒙彼利埃以82分的成績結束賽季，比亞軍巴黎聖日耳門多出3分，贏得其第一個法甲聯賽冠軍，震驚足球界。吉拉爾在他的球隊獲勝後說：“我認為我們的勝利對法國足球來說是一劑真正的強心劑。我們是一個夥伴球會，一個讓年輕球員成長並給他們機會的球會。在結束時，我們表現得很好。我們踢出一些很棒的足球，擁有一支平衡的球隊，我不知所措"。
吉拉爾於2013年7月簽約里爾，接替前往羅馬的魯迪·加西亞。
2018年9月30日，他被任命為摩洛哥俱樂部摯愛AC的主教練。

## 榮譽

### 球員
波爾多
- 法甲: 1983–84, 1984–85, 1986–87[2]
- 法國盃: 1985–86, 1986–87[2]
- 法國超級盃: 1986

### 領隊
蒙彼利埃
- 法甲: 2011–12

## 外部連結
- René Girard （页面存档备份，存于）於法國足球總會 (法文)
- Profile （页面存档备份，存于） at www.pari-et-gagne.com